# カタナ
カタナ（英: Katana）は、DCコミックスの出版するアメリカン・コミックスに登場する架空のスーパーヒロイン。マイク・W・バーとジム・アパロによって創造され、1983年7月の"The Brave and the Bold #200"で初登場した。

## 人物
本名：山城 たつ (Tatsu Yamashiro)
子供の頃はごく普通の子供として育ったが、両親の勧めで自身の身を守れるようにと武道を体得する。山城マセオと山城タケオの兄弟と出会い、2人から好意を寄せられた彼女はマセオを選び、結婚し二児ユキとレイコを授かる。一方、タケオはヤクザとなり地位を高めていた。タケオは呪われた刀をカーンツ将軍から贈られ、それを使ってマセオを襲い斬りつける。戦いの最中に起きた火災が原因で2人の子供も失い、一人残された彼女は呪われた刀「ソウルテイカー」と共に復讐を誓うのだった。

## 能力
カタナはスーパーパワーを持っていないが、武道と剣術を学び熟練した戦闘員としての技術を持つ。アウトサイダーズに参加してからは、バットマンからより実戦的な戦術やチームワークなどの技術を学んだ。呪われた剣であるソウルテイカーはキャプテン・アトムやメジャー・フォースの特殊なスーツを切り裂くほどの鋭さを持ち、また魔法由来のものであるため、ゾッド将軍などのクリプトン人にも直接攻撃することができる。

## 書誌情報
- スーサイド・スクワッド：カタナ

2017年2月22日発売。ISBN 978-4796876520
- スーサイド・スクワッド：ブラック・ヴォールト

2017年10月11日発売。 ISBN 978-4796876902
- スーサイド・スクワッド：ゴーイング・セイン

2018年3月7日発売 ISBN 978-4796877138
- ジャスティス・リーグ VS. スーサイド・スクワッド

2018年3月22日発売 ISBN 978-4796877244

## その他のメディア

### 映画
スーサイド・スクワッド (2016年)
演 - 福原かれん

### ドラマ
ARROW/アロー (2012年-現在)
演 - 福島リラ

### アニメ
バットマン:ブレイブ&ボールド (2008年-2011年)
声 - ヴィヴァン・ファム/キム・マイ・ゲスト
スーパーマン/バットマン:パブリック・エネミー (2009年)
声 - 無し
DCスーパーヒーロー・ガールズ (2015年-現在)
声 - ステファニー・シェー
ヤング・ジャスティス (ヤング・ジャスティス:アウトサイダーズ) (2019年)
声 - 無し
異世界スーサイド・スクワッド (2024年)
声 - 安済知佳

### ゲーム
レゴ®DCスーパーヴィランズ (2018年)
声 - スマリー・モンタノ